# José Antonio Carrillo Gómez
El general José Antonio Carrillo Gómez es un militar cubano, Jefe de la Dirección Política de las Fuerzas Armadas Revolucionarias de Cuba y miembro del Comité Central del Partido Comunista de Cuba. Se graduó como oficial de la Escuela Interarmas de las Fuerzas Armadas Revolucionarias General Antonio Maceo. Participó en la guerra civil de Angola y en la posterior Guerra de la frontera de Sudáfrica. Luego, estudió en la Academia Político-Militar Lenin en la Unión Soviética. Ha sido Jefe de la Sección Política de la Gran Unidad de Tanques Rescate de Sanguily, de la Sección Política del Ejército Occidental y actualmente de la Dirección Política de las Fuerzas Armadas Revolucionarias y diputado a la Asamblea Nacional del Poder Popular en la VII Legislatura. 